# Elitserien i bandy för damer 2020/2021
Elitserien i bandy 2020/2021 är Sveriges högsta division i bandy för damer säsongen 2020/2021. Svenska mästerskapet avgörs vid svenska bandyfinalen i mars 2021. SM-guldet gick denna säsong till Villa Lidköping BK efter vinst mot AIK Bandy Dam.